# NGC 3704
NGC 3704 је елиптична галаксија у сазвежђу Пехар која се налази на NGC листи објеката дубоког неба.
Деклинација објекта је - 11° 32' 45" а ректасцензија 11h 30m 4,6s. Привидна величина (магнитуда) објекта NGC 3704 износи 12,9 а фотографска магнитуда 13,9. NGC 3704 је још познат и под ознакама MCG -2-29-37, NPM1G -11.0300, PGC 35435.